# 그레이트 러버
그레이트 러버(The Great Lover)는 미국에서 제작된 알렉산더 홀 감독의 1949년 코미디, 멜로/로맨스, 스릴러, 뮤지컬 영화이다. 밥 호프 등이 주연으로 출연하였고 에드먼드 벨로인 등이 제작에 참여하였다.

## 출연

### 주연
- 밥 호프
- 론다 플레밍

### 조연
- 로랜드 영
- 롤랜드 커버
- 리처드 라이온
- 게리 그레이

## 제작진
- 미술: 한스 드레이어
- 미술: A. 얼 헤드릭
- 세트: 샘 코머
- 세트: 로스 도드
- 의상: 에디스 헤드